# Cumhuriyet
Cumhuriyet (в пер. с тур.  Джумхурие́т — «Республика») — турецкая ежедневная газета. Основана журналистом Юнусом Нади Абалыоглу 7 мая 1924 года в Стамбуле. Старейшая газета в стране. Офисы также имеются в Анкаре и Измире.

## История
Газета основана журналистом Юнусом Нади Абалыоглу — соратником основателя Турецкой Республики Мустафы Кемаля Ататюрка. Изначально поддерживала секулярный и республиканский политические курсы. Позже присоединилась к Республиканской народной партии Турции, поддерживающей кемализм.
После смерти Юнуса Нади в 1945 году издание газеты продолжил его старший сын Надир Нади. После смерти Надира Нади газету возглавила вдова Надира Нади — Берин Нади. После её смерти в 2001 году владельцем газеты стал специально созданный фонд «Cumhuriyet». В 1971 году тираж газеты составлял 140 тысяч экземпляров.

## Скандалы
В январе 2015 года в газете были опубликованы некоторые карикатуры из Charlie Hebdo на пророка Мухаммеда. В апреле 2016 года турецкий суд приговорил к двум годам тюрьмы колумнистов газеты Хикмета Четинкая и Джейду Каран, осуждённых за перепечатку карикатур.
В ноябре 2015 года главного редактора газеты Джана Дюндара и шефа бюро издания в Анкаре Эрдема Гюля арестовали, обвинив в государственной измене, после того как они провели журналистское расследование и опубликовали видео- и фотоматериалы, на которых был запечатлён гуманитарный конвой, в машинах которого находилось оружие, предназначенное для исламистов в Сирии. В газете утверждалось, что поставка осуществлялась при поддержке Разведывательной службы Турции. В мае 2016 года суд признал Джана Дюндара и Эрдема Гюля виновными в разглашении государственной тайны и приговорил их, соответственно, к 5 годам и 10 месяцам и пяти годам тюремного заключения. За несколько часов до оглашения приговора на Дюндара было совершено покушение. Неизвестный человек попытался застрелить его из пистолета. Дюндар не пострадал.

## Награды
- Приз «Свобода прессы» международной неправительственной организации «Репортёры без границ».